# Mary Nzimiro
Mary Nzimiro, födelsenamn Mary Nwametu Onumonu, född 16 oktober 1898 Oguta, död där 18 januari 1993, var en nigeriansk affärskvinna, politiker och kvinnoaktivist. År 1948 blev hon huvudrepresentant för United Africa Company (UAC) i östra Nigeria samtidigt som hon drev sina egna verksamheter inom textil och kosmetika i Port Harcourt, Aba och Owerri. Under 1950-talet blev hon en av de rikaste personerna i Västafrika och bodde på den exklusiva gatan Bernard Carr Street i Port Harcourt. Hon var medlem i Nationella medborgarrådet där hon blev invald till kommittén år 1957 och år 1962 blev hon vice ordförande för NCNC Estern Women's Association. Under biafrakriget (1967–1970) hjälpte hon att organisera igbokvinnor som stödde biafranerna och förlorade därmed sin bostad i Port Harcourt och flyttade till Oguta där hon dog år 1993.
Hon tilldelades Brittiska imperieorden.